# Linas
 Linas  es una población y comuna francesa, ubicada en la región de Isla de Francia, departamento de Essonne, en el distrito de Palaiseau y cantón de Montlhéry.

## Demografía
| 1 372 | 1 271 | 1 250 | 1 220 | 1 313 | 1 245 | 1 197 | 1 187 | 1 128 | 1 118 | 1 183 | 1 216 | 1 141 | 1 143 | 1 060 | 1 137 | 1 164 | 1 204 | 1 229 | 1 228 | 1 170 | 1 141 | 1 270 | 1 308 | 1 278 | 1 184 | 1 408 | 1 833 | 2 156 | 2 830 | 4 042 | 4 767 | 4 970 |
| Para los censos de 1962 a 1999 la población legal corresponde a la población sin duplicidades (Fuente: INSEE [Consultar]) |       |       |       |       |       |       |       |       |       |       |       |       |       |       |       |       |       |       |       |       |       |       |       |       |       |       |       |       |       |       |       |       |